# Џастин Макреј
Џастин Доминик Макреј (енгл. Justin Dominique McCray; 31. мај 1992) јесте амерички играч који игра позицију чувара у америчком фудбалу. Тренутно наступа за Хјустон тексансе у Националној фудбалској лиги (НФЛ). Ишао је на колеџ Средишња Флорида.

## Колеџ каријера
Макреј је похађао Универзитет Средишња Флорида, од 2010. до 2013. године.

## Професионална каријера

### Тенеси тајтанс
Макреј је 12. маја 2014. потписао за Тенеси тајтансе као слободан играч који није изабран на драфту исте године. Раскинут му је уговор 30. августа исте године, а покренут му је уговор у помоћној постави следећег дана. Целу своју прву сезону је провео у тој постави, а на крају је потписао фјучерс уговор са Тајтансима 29. децембра 2014.
Титани су се одрекли Мекреја 30. августа следеће године.

### Фудбалска лига у арени
Макреј се потом придружио Орландо предаторсима који се такмиче Фудбалској лиги у Арени. Ту је играо са својим братом близанцем Џорданом. Дана 16. октобра Макреј је прешао у Тампа Беј сторм током драфта.

### Грин Беј пакерс
Дана 29. марта 2017. Макреј је потписао уговор у НФЛ-у за Грин Беј пакерсе. Након што је изборио шансу да се нађе у постави од 53 играча, он је свој деби имао у другој седмици такмичења тако што је заменио повређеног Брајана Булагу. Те сезоне је имао осам стартова мењајући Булагу, а последњу утакмицу за ГБ је одиграо 31. децембра 2017. г.
Поново је потписао уговор за ГБ 12. марта 2018.

### Кливленд браунс
Последњег дана августа 2019. г. Макреј је послат у Кливленд браунсе.

### Атланта фалконс
Дана 27. марта 2020. г. Макреј је потписао једногодишњи уговор с Атланта фалконсима.

### Хоустон тексанс
Макреј је 22. марта 2021. године потписао двогодишњи уговор са Хјустон тексансима.

## Приватни живот
Џастин Макреј има брата близанца Џордана. Њих су родитељи усмеравали ка европскоме фудбалу, али су на крају ипак одабрали амерички фудбал.